# G. E. R. Lloyd
Geoffrey Ernest Richard Lloyd (né le 25 janvier 1933), généralement cité comme G. E. R. Lloyd, est un historien des sciences et de la médecine anciennes à l'Université de Cambridge. Il est chercheur principal en résidence au Needham Research Institute de Cambridge, en Angleterre.

## Jeunesse
Son père, médecin gallois, est spécialisé dans la tuberculose. Après une éducation nomade dans six écoles différentes, il obtient une bourse à Charterhouse, où, malgré une culture académique moyenne, il excelle en mathématiques et apprend l'italien auprès de Wilfrid Noyce. Le programme est axé sur les études classiques, qu'on lui conseille, à tort selon lui, de poursuivre. Après avoir obtenu une autre bourse pour le King's College de Cambridge, il subit l'influence du spécialiste des présocratiques John Raven. Il passe un an à Athènes (1954-1955) où, outre l'apprentissage du grec moderne, il maîtrise également le bouzouki.

## Carrière
Un vif intérêt pour l'anthropologie guide sa lecture de la philosophie grecque antique et ses études doctorales, menées sous la supervision de Geoffrey Kirk, se concentrent sur les modèles de polarité et d'analogie dans la pensée grecque, une thèse qui, révisée, est finalement publiée en 1966.
Il est appelé au service national en 1958. Le 14 mars 1959, après sa formation, il est nommé sous-lieutenant dans le Corps de renseignement de l'armée britannique. Il est envoyé à Chypre après l'insurrection de l'EOKA.
À son retour à Cambridge en 1960, une conversation fortuite avec Edmund Leach l'incite à lire en profondeur l'approche émergente de l'anthropologie structurale formulée par Claude Lévi-Strauss. En 1965, grâce au soutien de Moses Finley, il est nommé maître de conférences adjoint. La réflexion sur la manière dont le discours politique affecte les modes de discours et de démonstration scientifiques dans la Grèce antique est un thème récurrent dans sa méthodologie.
Après une visite pour donner des conférences en Chine en 1987, Lloyd se tourne vers l'étude du chinois classique. Cela ajoute une large portée comparative à ses travaux plus récents, qui, dans le sillage des études pionnières de Joseph Needham, analysent comment les différentes cultures politiques de la Chine et de la Grèce antiques influencent les différentes formes de discours scientifique dans ces cultures.
En 1989, il est nommé directeur du Darwin College, où il demeure membre honoraire. 

## Honneurs
Lloyd est élu membre de la British Academy en 1983 et reçoit la médaille Kenyon en 2007. Il reçoit la médaille George-Sarton de la History of Science Society en 1987. Il est élu membre honoraire étranger de l'Académie américaine des arts et des sciences en 1995, et de l'Académie internationale d'histoire des sciences en 1997, année où il est fait chevalier pour « services rendus à l'histoire de la pensée ». En 2013, il reçoit le prix Dan-David sur l'héritage moderne du monde antique. Il est membre du conseil consultatif du Forum académique international. En 2014, il reçoit le prix international Fyssen pour ses travaux sur la cognition interculturelle. En 2015, il est élu membre de la Société savante du Pays de Galles (FLSW).

## Publications
- 1966. Polarity and Analogy: Two Types of Argumentation in Early Greek Thought. Cambridge: Cambridge University Press,  (ISBN 0-521-05578-4); reprint Bristol Classical Press, 1922.  (ISBN 0-87220-140-6).
- 1968. Aristotle: The Growth and Structure of his Thought. Cambridge: Cambridge University Press,  (ISBN 0-521-09456-9).
- 1970.  Early Greek Science: Thales to Aristotle. New York: W.W. Norton & Co.   (ISBN 0-393-00583-6).
- 1973.  Greek Science after Aristotle. New York: W.W. Norton & Co., 1973.   (ISBN 0-393-00780-4)ISBN 0-393-00780-4.
- 1978.  Aristotle on Mind and the Senses (Cambridge Classical Studies). Cambridge: Cambridge University Press,   (ISBN 0-521-21669-9).
- 1978. with J. Chadwick.  Hippocratic Writings (Penguin Classics). Penguin Books.   (ISBN 0-14-044451-3).
- 1979.  Magic Reason and Experience: Studies in the Origin and Development of Greek Science. Cambridge: Cambridge University Press,  (ISBN 0-521-29641-2).
- 1983.  Science, Folklore and Ideology. Cambridge: Cambridge University Press,  (ISBN 0-521-27307-2).
- 1987.  The Revolutions of Wisdom: Studies in the Claims and Practice of Ancient Greek Science (Sather Classical Lectures, 52). Berkeley: University of California Press,  (ISBN 0-520-06742-8).
- 1990.  Demystifying Mentalities. Cambridge: Cambridge University Press,  (ISBN 0-521-36680-1).
- 1991.  Methods and Problems in Greek Science. Cambridge: Cambridge University Press,  (ISBN 0-521-39762-6)
- 1996.  Adversaries and Authorities: Investigations into ancient Greek and Chinese Science. Cambridge: Cambridge University Press,  (ISBN 0-521-55695-3).
- 1996.  Aristotelian Explorations. Cambridge: Cambridge University Press,  (ISBN 0-521-55619-8).
- 2002.  The Ambitions of Curiosity: Understanding the World in Ancient Greece and China. Cambridge: Cambridge Univ. Pr.   (ISBN 0-521-81542-8).
- 2002. with Nathan Sivin.  The Way and the Word: Science and Medicine in Early China and Greece. New Haven: Yale University. Press.  (ISBN 0-300-10160-0).
- 2003.  In the Grip of Disease: Studies in the Greek Imagination. New York: Oxford University Press,  (ISBN 0-19-927587-4).
- 2004.  Ancient Worlds, Modern Reflections: Philosophical Perspectives on Greek and Chinese Science and Culture. New York: Oxford University Press,  (ISBN 0-19-928870-4).
- 2005.  The Delusions of Invulnerability: Wisdom and Morality in Ancient Greece, China and Today. London: Duckworth.  (ISBN 0-7156-3386-4).
- 2006.  Principles And Practices in Ancient Greek And Chinese Science (Variorum Collected Studies Series). Aldershot: Ashgate.  (ISBN 0-86078-993-4).
- 2007.  Cognitive Variations: Reflections on the Unity and Diversity of the Human Mind. New York: Oxford University Press  (ISBN 0-19-921461-1).
- 2009.  Disciplines in the Making, Oxford University Press, pp. viii + 215.  (ISBN 978-0-19-956787-4).
- 2012.  Being, Humanity and Understanding, Oxford University Press, pp. 136.  (ISBN 978-0-19-965472-7).
- 2014.  The Ideals of Inquiry, Oxford University Press, pp. 163.   (ISBN 978-0-19-870560-4).
- 2015.  Analogical Investigations: Historical and Cross-Cultural Perspectives on Human Reasoning, Cambridge University Press, pp. 139.  (ISBN 978-1-107-10784-7).
- 2017.  The Ambivalences of Rationality: Ancient and Modern Cross-Cultural Explorations, Cambridge University Press, pp. 132.  (ISBN 978-1108420044)
- 2020.  Intelligence and Intelligibility: Cross-Cultural Studies of Human Cognitive Experience, Oxford University Press, pp. 176.  (ISBN 978-0198854593)